# Corona (Dakota del Sud)
Corona è un comune (town) degli Stati Uniti d'America della contea di Roberts nello Stato del Dakota del Sud. La popolazione era di 109 abitanti al censimento del 2010.

## Geografia fisica
Corona è situata a 45°20′03″N 96°45′52″W (45.334033, -96.764419).
Secondo lo United States Census Bureau, la città ha una superficie totale di 0,66 km², dei quali 0,66 km² di territorio e 0 km² di acque interne (0% del totale).

## Storia
Corona era originariamente chiamata Prior, e sotto quest'ultimo nome fu fondata intorno al 1883. Il nome attuale potrebbe essere un trasferimento da Corona, un quartiere del borough del Queens, nella città di New York.

## Società

### Evoluzione demografica
Secondo il censimento del 2010, la popolazione era di 109 abitanti.

### Etnie e minoranze straniere
Secondo il censimento del 2010, la composizione etnica della città era formata dal 98,17% di bianchi, lo 0% di afroamericani, lo 0% di nativi americani, lo 0% di asiatici, lo 0% di oceanici, l'1,83% di altre etnie, e lo 0% di due o più etnie. Ispanici o latinos di qualunque etnia erano il 2,75% della popolazione.